# Kamila Karpiel
Kamila Karpiel (22 novembre 2001) è una saltatrice con gli sci polacca.

## Biografia
Attiva in gare FIS dal settembre del 2014, la Karpiel ha esordito in Coppa del Mondo il 2 dicembre 2018 a Lillehammer (40ª) e ai Campionati mondiali a Seefeld in Tirol 2019, dove è stata 23ª nel trampolino normale e 6ª nella gara a squadre mista. Ai Mondiali di Oberstdorf 2021 si è classificata 34ª nel trampolino lungo, 7ª nella gara a squadre e 6ª nella gara a squadre mista.

## Palmarès

### Coppa del Mondo
- Miglior piazzamento in classifica generale: 45ª nel 2016